# Flughafen Alexandria El Nouzha

i7
i11
i13
Der Flughafen Alexandria El Nouzha (arabisch مطار الإسكندرية الدولي; IATA-Code ALY, ICAO-Code HEAX) ist der ältere der zwei Flughäfen der Stadt Alexandria im Norden Ägyptens. Er schließt sich im Süden direkt an die Stadt an und verfügt somit über eine gute Verkehrsanbindung. Dieser Flughafen ist derzeit jedoch geschlossen. Damit ist der Flughafen Burg al-ʿArab der einzige in Betrieb befindliche Flughafen für Alexandria.
Nach der Eröffnung des Flughafens Burg al-ʿArab war nicht sicher, ob der Flughafen El Nouzha weiter bestehen könnte. Anfang 2010 verkündete das Ägyptische Ministerium für Zivilluftfahrt jedoch die Pläne für eine Grundinstandsetzung des Flughafens als einen von zwei kommerziellen Flughäfen für Alexandria und die Region um das Nildelta.
Dazu wurde der Flughafen im Dezember 2011 geschlossen. Diese Renovierungsarbeiten sollten ursprünglich zwei Jahre dauern, 120 Millionen US-Dollar kosten und sowohl eine Verlängerung der Landebahn 04/22 um 750 m als auch den Bau eines neuen Terminals als Ersatz für das alte umfassen. Mitte 2015 war der Flughafen allerdings nach wie vor geschlossen, und weitere Baumaßnahmen wurden immer noch als „geplant“ bezeichnet. Er diente als Drehkreuz von Egypt Air.

## Zwischenfälle
- Am 16. Oktober 1949 verunglückte eine Fiat G.212CP der ägyptischen SAIDE (Luftfahrzeugkennzeichen SU-AFX) beim Start vom Flughafen Alexandria. Die Maschine sollte nach Bengasi fliegen und wurde irreparabel beschädigt. Alle drei Besatzungsmitglieder, die einzigen Insassen, überlebten den Unfall.[4]

- Am 5. November 1978 stürzte eine Douglas DC-3/C-47B der ägyptischen Nile Delta Air Services (SU-AZM) ins Mittelmeer, die vom Flughafen Alexandria-El Nouzha gestartet war. Alle 17 Insassen, vier Besatzungsmitglieder und 13 Passagiere, kamen ums Leben.[5]